# 우크라이나 IT군
우크라이나 IT군(우크라이나어: IT-армія України)은 2022년 러시아의 우크라이나 침공 후 우크라이나의 인터넷 방어와 러시아에 사이버 공격을 하기 위해 설립된 자원봉사자 사이버 전쟁 조직이다.